# Eduard Seifert
Eduard Friedrich Seifert (* 29. Dezember 1870 in Connewitz; † 21. Januar 1965 in Dresden) war ein deutscher Trompeter.

## Leben
Seifert wurde in Connewitz bei Leipzig geboren und besuchte die Realschule in Reudnitz. Von 1887 bis 1889 sowie 1893/1894 studierte er am Leipziger Konservatorium, wo er ein Schüler von Christian Ferdinand Weinschenk (1831–1910) war. Danach hatte er Engagements in der Büchner Kapelle, dem Günther Coblenz Orchester und dem Gewandhausorchester. 1895/1896 war er Trompeter am Gürzenich-Orchester in Köln.
1896 wurde Seifert erster Trompeter der Hofkapelle Dresden. Dort verblieb er bis zu seiner Pensionierung im Jahr 1936. 1896 wurde er zum Königlichen Kammermusiker ernannt und 1911 zum Kammervirtuosen. Aufgrund seines Könnens wurde er von Kollegen „Der Unfehlbare“ genannt. Der mit ihm befreundete Komponist Richard Strauss zeigte sich beeindruckt davon, wie Seifert die schwierigen Passagen seiner Oper Salome meisterte.
Ab 1899 war Seifert auch als Lehrer für Trompete tätig, zunächst an der Musikschule Schneider in Dresden, dann ab 1923 an der Orchesterschule in Dresden und ab 1928 an der Lausitzer Musikschule in Görlitz. Später unterrichtete er bis 1950 als Lehrer an der Hochschule für Musik in Dresden. Zu seinen Schülern zählte u. a. Hans-Joachim Krumpfer (* 1928; Professor an der Hochschule für Musik „Hanns Eisler“ Berlin) und Wolfgang Stephan (* 1918; Solotrompeter der Dresdner Philharmonie).
Am 20. September 1938 führte Seifert im Rahmen seiner Pensionierung das von seinem Kollegen und Komponisten Oskar Geier komponierte und ihm gewidmete Trompetenkonzert op. 18 in Dresden mit der Staatskapelle auf. Dieses Werk gilt seitdem als verschollen.
Seifert heiratete 1898 Auguste Pfauter. Er starb 1965 im Alter von 94 Jahren in Dresden.

## Auszeichnungen
- 1916: Albrechts-Orden II. Klasse
- 1922: Hindenburgmedaille